# Coppa di Svizzera 2019-2020 (pallavolo femminile)
La Coppa di Svizzera 2019-2020 si è svolta dal 28 agosto 2019 al 23 febbraio 2020: al torneo hanno partecipato 107 squadre di club svizzere e 1 liechtensteinese e la vittoria finale non è stata assegnata ad alcuna squadra a causa della cancellazione di tutte le competizioni svizzere a seguito della pandemia di COVID-19; la finale si sarebbe dovuta tenere il 28 marzo 2020 alla St.-Leonhard-Halle di Friburgo.

## Regolamento
- Alla competizioni sono state ammesse tutte le squadre impegnate nei campionati di livello nazionale, ossia la Lega Nazionale A, Lega Nazionale B e 1. Lega, oltre che quelle impegnate nei campionati di livello regionale, ossia la 2. Lega,la 3. Lega e la 4. Lega.
- Tutti gli incontri si svolgono in gara unica, sempre in casa della formazione di categoria più bassa, ad eccezione della finale, giocata in campo neutro; nel caso in cui due formazioni provenissero dalla stessa categoria, si gioca in casa di quella col peggior piazzamento nella stagione precedente.
- Le squadre di livello provinciale scendono in campo fin dal primo turno, quelle provenienti dalla 1. Lega debuttano al secondo turno, quelle provenienti dalla Lega Nazionale B al quinto turno e quelle provenienti dalla Lega Nazionale A agli ottavi di finale.

## Squadre partecipanti
| - Aadorf - Aarau - Allschwil - Amriswil - Andwil-Arnegg - Appenzeller Bären - Arbon - Arosa - Bödeli-Unterseen - Burgdorf - Bütschwil - Chênois - Cheseaux - Chur - Düdingen - Ebikon - Einsiedeln - Entre-deux-Lacs - Fortuna Bürglen - Franches-Montagnes - Freies Gymnasium - Fully - Gelterkinden - Genève - Glaronia - Goldach - Grenchen | - Grosshöchstetten - Gym Liestal - Hallau - Herisau - Hochdorf Audacia - Hüttwilen - Kaiseraugst - Kanti - KJS Schaffhausen - Köniz - Kreuzlingen - Lägern Wettingen - Lalden - Langenthal - Laufen - Le Locle - Linth - Losanna UC - Lugano - Lunkhofen - Malters - March - Mauren-Eschen - Mellingen - Montreux - Münchenstein - Münchenbuchsee | - Münsingen - Muri Berna - Mutschellen - Muttenz - Näfels - Neuchâtel - Neuenkirch - Oberdiessbach - Oerlikon - OTA - Raiffeisen - Rämi Zurigo - Rätia - Rechthalten - Rehetobel - Riehen - Rüschlikon - San Gallo - Satus Köniz - Schönenwerd - Sense - Servette - Smash Winterthur - Sm'Aesch Pfeffingen - Solothurn - Spada Academica - Spiez | - Steinen - Sursee - Tenniken - Therwil - Thun - Tornado Adliswil - Uettligen - Uzwil - Uni Berna - Val-de-ruz Sport - Val-de-Travers - Visp - Vivax Winterthur - Voléro Zurigo - Volewa Wald - Volleya Obwalden - Wädivolley - Welschenrohr - Wetzikon - Wiedikon - Wil - Wittenbach - Würenlingen - Wyna - Zelgli Aarau - Zug - Züri Unterland |

## Torneo

### Primo turno
| 28 agosto 2019 Freies Gymnasium, Zurigo Durata: ? - Spettatori: ?                | Freies Gymnasium | 1 - 3 | Linth             | 25-16, 10-25, 9-25, 13-25         |
| 1º settembre 2019 Bachfeld, Goldach Durata: ? - Spettatori: ?                    | Goldach          | 3 - 0 | Wetzikon          | 25-16, 26-24, 25-20               |
| 2 settembre 2019 Schweikrüti, Gattikon Durata: ? - Spettatori: ?                 | OTA              | 1 - 3 | Wil               | 25-21, 27-29, 14-25, 24-26        |
| 4 settembre 2019 Gulliver, Rüschlikon Durata: ? - Spettatori: ?                  | Rüschlikon       | 2 - 3 | Mauren-Eschen     | 26-28, 25-21, 25-16, 21-25, 14-16 |
| 9 settembre 2019 Alpenweg, Grosshöchstetten Durata: ? - Spettatori: ?            | Grosshöchstetten | 3 - 0 | Spiez             | 25-21, 25-21, 27-25               |
| 1º settembre 2019 Bezirkshalle, Steinen Durata: ? - Spettatori: ?                | Steinen          | 0 - 3 | Allschwil         | 17-25, 19-25, 17-25               |
| 16 settembre 2019 Bergli, Arbon Durata: ? - Spettatori: ?                        | Arbon            | 0 - 3 | Chur              | 6-25, 19-25, 20-25                |
| 16 settembre 2019 Lärchenstrasse, Münchenstein Durata: ? - Spettatori: ?         | Münchenstein     | 3 - 1 | Hochdorf Audacia  | 25-19, 25-21, 13-25, 25-22        |
| 16 settembre 2019 Sporthalle Hofmatt, Gelterkinden Durata: ? - Spettatori: ?     | Gelterkinden     | 0 - 3 | Ebikon            | 9-25, 5-25, 14-25                 |
| 16 settembre 2019 Primarschule Glärnisch, Wädenswil Durata: ? - Spettatori: ?    | Wädivolley       | 1 - 3 | Spada Academica   | 25-21, 26-28, 22-25, 17-25        |
| 17 settembre 2019 Turnhalle Remisberg, Kreuzlingen Durata: ? - Spettatori: ?     | Kreuzlingen      | 1 - 3 | Appenzeller Bären | 25-17, 20-25, 10-25, 24-26        |
| 17 settembre 2019 Seematt TH, Tenniken Durata: ? - Spettatori: ?                 | Tenniken         | 0 - 3 | Mellingen         | 14-25, 22-25, 16-25               |
| 18 settembre 2019 MZG Rehetobel, Rehetobel Durata: ? - Spettatori: ?             | Rehetobel        | 0 - 3 | Näfels            | 11-25, 21-25, 15-25               |
| 19 settembre 2019 Kantonsschule, Sursee Durata: ? - Spettatori: ?                | Sursee           | 3 - 0 | Zelgli Aarau      | 25-21, 25-9, 25-22                |
| 19 settembre 2019 Sportanlage Rennweg, Winterthur Durata: ? - Spettatori: ?      | Vivax Winterthur | 1 - 3 | Uzwil             | 15-25, 25-21, 14-25, 22-25        |
| 19 settembre 2019 Berufsbildungszentrum, Herisau Durata: ? - Spettatori: ?       | Herisau          | 0 - 3 | Amriswil          | 9-25, 15-25, 19-25                |
| 19 settembre 2019 Kriegacker, Muttenz Durata: ? - Spettatori: ?                  | Muttenz          | 0 - 3 | Neuenkirch        | 15-25, 11-25, 11-25               |
| 20 settembre 2019 Gymer 1, Langenthal Durata: ? - Spettatori: ?                  | Langenthal       | 1 - 3 | Thun              | 19-25, 13-25, 25-20, 21-25        |
| 21 settembre 2019 MZH Dünnenhof, Welschenrohr Durata: ? - Spettatori: ?          | Welschenrohr     | 3 - 0 | Rechthalten       | 26-24, 26-24, 26-24               |
| 21 settembre 2019 Halle de Gymnase Beau-Site, Le Locle Durata: ? - Spettatori: ? | Le Locle         | 3 - 2 | Fully             | 23-25, 25-20, 25-15, 22-25, 15-8  |
| 24 settembre 2019 Breite, Bütschwil Durata: ? - Spettatori: ?                    | Bütschwil        | 0 - 3 | Tornado Adliswil  | 15-25, 16-25, 11-25               |
| 25 settembre 2019 Kantonsschule Zürich Nord, Zurigo Durata: ? - Spettatori: ?    | Oerlikon         | 0 - 3 | Arosa             | 21-25, 10-25, 18-25               |
| 25 settembre 2019 Burgweg, Hüttwilen Durata: ? - Spettatori: ?                   | Hüttwilen        | 0 - 3 | Einsiedeln        | 17-25, 9-25, 19-25                |
| 26 settembre 2019 Würenlingen 1, Würenlingen Durata: ? - Spettatori: ?           | Würenlingen      | 1 - 3 | Wyna              | 25-18, 19-25, 20-25, 23-25        |
| 26 settembre 2019 Sporthalle Elba, Wald Durata: ? - Spettatori: ?                | Volewa Wald      | 0 - 3 | Rämi Zurigo       | 18-25, 20-25, 21-25               |
| 26 settembre 2019 MZG Oberhallau, Oberhallau Durata: ? - Spettatori: ?           | Hallau           | 0 - 3 | Voléro Zurigo     | 17-25, 17-25, 19-25               |
| 26 settembre 2019 , Zugo Durata: ? - Spettatori: ?                               | Zug              | 1 - 3 | Fortuna Bürglen   | 11-25, 25-20, 13-25, 6-25         |
| 27 settembre 2019 Liebrüti, Kaiseraugst Durata: ? - Spettatori: ?                | Kaiseraugst      | 2 - 3 | Mutschellen       | 25-17, 26-24, 10-25, 19-25, 8-15  |
| 27 settembre 2019 BZI, Interlaken Durata: ? - Spettatori: ?                      | Bödeli-Unterseen | 0 - 3 | Satus Köniz       | 16-25, 18-25, 18-25               |
| 2 ottobre 2019 Salle Dorigny, Losanna Durata: ? - Spettatori: ?                  | Losanna UC       | 2 - 3 | Montreux          | 25-13, 21-25, 25-27, 25-17, 11-15 |
| 3 ottobre 2019 Lindenfeld, Burgdorf Durata: ? - Spettatori: ?                    | Burgdorf         | 0 - 3 | Solothurn         | 13-25, 14-25, 20-25               |

### Secondo turno
| 29 settembre 2019 Gymnasium St. Antonius, Appenzell Durata: ? - Spettatori: ? | Appenzeller Bären | 1 - 3 | San Gallo        | 13-25, 14-25, 25-23, 25-27        |
| 29 settembre 2019 C2T, Le Landeron Durata: ? - Spettatori: ?                  | Entre-deux-Lacs   | 3 - 1 | Lalden           | 25-20, 25-20, 14-25, 26-24        |
| 6 ottobre 2019 Sekundarschule, Oberdiessbach Durata: ? - Spettatori: ?        | Oberdiessbach     | 3 - 0 | Sense            | 25-22, 25-17, 25-19               |
| 10 ottobre 2019 Schulzentrum Unterland, Eschen Durata: ? - Spettatori: ?      | Mauren-Eschen     | 0 - 3 | Wiedikon         | 15-25, 5-25, 20-25                |
| 11 ottobre 2019 Sporthalle Schadau, Thun Durata: ? - Spettatori: ?            | Thun              | 2 - 3 | Grenchen         | 16-25, 27-25, 25-20, 17-25, 7-15  |
| 13 ottobre 2019 Bachfeld, Goldach Durata: ? - Spettatori: ?                   | Goldach           | 0 - 3 | Smash Winterthur | 19-25, 15-25, 13-25               |
| 14 ottobre 2019 Rebacker 1, Münsingen Durata: ? - Spettatori: ?               | Grosshöchstetten  | 0 - 3 | Münsingen        | 18-25, 28-30, 16-25               |
| 14 ottobre 2019 Hofern, Adliswil Durata: ? - Spettatori: ?                    | Tornado Adliswil  | 1 - 3 | Chur             | 19-25, 7-25, 26-24, 20-25         |
| 14 ottobre 2019 Kleine Kreuzzelg 2, Mellingen Durata: ? - Spettatori: ?       | Mellingen         | 3 - 1 | Fortuna Bürglen  | 21-25, 25-20, 28-26, 25-20        |
| 14 ottobre 2019 BBZ Uzwil, Niederuzwil Durata: ? - Spettatori: ?              | Uzwil             | 0 - 3 | Andwil-Arnegg    | 16-25, 17-25, 20-25               |
| 14 ottobre 2019 Collège de Rambert B, Clarens Durata: ? - Spettatori: ?       | Montreux          | 2 - 3 | Raiffeisen       | 25-23, 16-25, 22-25, 25-22, 9-15  |
| 15 ottobre 2019 Zehntenhof 2, Wettingen Durata: ? - Spettatori: ?             | Lägern Wettingen  | 0 - 3 | Laufen           | 17-25, 13-25, 15-25               |
| 15 ottobre 2019 MPS 1, Siebnen Durata: ? - Spettatori: ?                      | March             | 0 - 3 | Voléro Zurigo    | 12-25, 15-25, 10-25               |
| 16 ottobre 2019 Liebefeld / Hessgut, Liebefeld Durata: ? - Spettatori: ?      | Satus Köniz       | 1 - 3 | Uni Berna        | 25-23, 12-25, 18-25, 17-25        |
| 16 ottobre 2019 Baseltor, Soletta Durata: ? - Spettatori: ?                   | Solothurn         | 3 - 0 | Welschenrohr     | 25-18, 25-12, 25-21               |
| 16 ottobre 2019 Sand, Schmerikon Durata: ? - Spettatori: ?                    | Linth             | 2 - 3 | Amriswil         | 20-25, 25-18, 25-16, 20-25, 9-15  |
| 16 ottobre 2019 Burkertsmatt, Widen Durata: ? - Spettatori: ?                 | Mutschellen       | 0 - 3 | Ebikon           | 22-25, 13-25, 12-25               |
| 17 ottobre 2019 Bündtmättli, Malters Durata: ? - Spettatori: ?                | Malters           | 3 - 2 | Wyna             | 12-25, 23-25, 25-19, 25-19, 15-12 |
| 17 ottobre 2019 Bodenacker, Liestal Durata: ? - Spettatori: ?                 | Gym Liestal       | 0 - 3 | Riehen           | 18-25, 17-25, 18-25               |
| 17 ottobre 2019 Kantonsschule, Sursee Durata: ? - Spettatori: ?               | Sursee            | 0 - 3 | Lunkhofen        | 23-25, 21-25, 22-25               |
| 18 ottobre 2019 Sempach-Station, Sempach-Station Durata: ? - Spettatori: ?    | Neuenkirch        | 3 - 0 | Münchenstein     | 25-17, 25-18, 25-17               |
| 20 ottobre 2019 Hohberg, Sciaffusa Durata: ? - Spettatori: ?                  | KJS Schaffhausen  | 0 - 3 | Näfels           | 11-25, 8-25, 10-25                |
| 20 ottobre 2019 Uni Irchel, Zurigo Durata: ? - Spettatori: ?                  | Spada Academica   | 3 - 1 | Rätia            | 21-25, 25-10, 27-25, 25-22        |
| 20 ottobre 2019 Centre Sportif Sous-Moulin, Thônex Durata: ? - Spettatori: ?  | Chênois           | 0 - 3 | Val-de-ruz Sport | 14-25, 17-25, 12-25               |
| 20 ottobre 2019 Schulhaus Unterfeld, Zuchwil Durata: ? - Spettatori: ?        | Rämi Zurigo       | 0 - 3 | Wittenbach       | 22-25, 20-25, 15-25               |
| 20 ottobre 2019 Turnhalle Klosterweg, Wil Durata: ? - Spettatori: ?           | Wil               | 2 - 3 | Arosa            | 22-25, 25-22, 23-25, 25-21, 10-15 |

### Terzo turno
| 27 ottobre 2019 Sporthalle Schlossmatt 2, Münsingen Durata: ? - Spettatori: ?  | Münsingen       | 3 - 0 | Uettligen        | 25-16, 25-21, 25-19               |
| 27 ottobre 2019 Sportanlage Sand, Coira Durata: ? - Spettatori: ?              | Chur            | 1 - 3 | Andwil-Arnegg    | 19-25, 18-25, 25-20, 22-25        |
| 28 ottobre 2019 C2T, Le Landeron Durata: ? - Spettatori: ?                     | Entre-deux-Lacs | 2 - 3 | Grenchen         | 22-25, 20-25, 25-15, 27-25, 12-15 |
| 28 ottobre 2019 Turnhalle Schule Euthal, Euthal Durata: ? - Spettatori: ?      | Einsiedeln      | 1 - 3 | Ebikon           | 17-25, 24-26, 25-12, 18-25        |
| 28 ottobre 2019 Kantonsschule, Glarus Durata: ? - Spettatori: ?                | Näfels          | 3 - 0 | Allschwil        | 25-0, 25-0, 25-0                  |
| 28 ottobre 2019 Kleine Kreuzzelg 2, Mellingen Durata: ? - Spettatori: ?        | Mellingen       | 1 - 3 | Arosa            | 19-25, 22-25, 25-21, 19-25        |
| 29 ottobre 2019 Sporthalle Tellenfeld, Amriswil Durata: ? - Spettatori: ?      | Amriswil        | 0 - 3 | Riehen           | 16-25, 18-25, 17-25               |
| 30 ottobre 2019 Sporthalle Grünau, Neuenkirch Durata: ? - Spettatori: ?        | Neuenkirch      | 1 - 3 | Wittenbach       | 22-25, 25-21, 20-25, 13-25        |
| 31 ottobre 2019 Kantonsschule Wiedikon, Zurigo Durata: ? - Spettatori: ?       | Wiedikon        | 3 - 2 | Lunkhofen        | 23-25, 25-21, 25-15, 23-25, 15-11 |
| 3 novembre 2019 Baseltor, Soletta Durata: ? - Spettatori: ?                    | Solothurn       | 1 - 3 | Raiffeisen       | 22-25, 27-25, 18-25, 25-27        |
| 3 novembre 2019 Bündtmättli, Malters Durata: ? - Spettatori: ?                 | Malters         | 0 - 3 | Smash Winterthur | 18-25, 18-25, 13-25               |
| 3 novembre 2019 Uni Irchel, Zurigo Durata: ? - Spettatori: ?                   | Spada Academica | 0 - 3 | Laufen           | 25-27, 25-27, 21-25               |
| 3 novembre 2019 Halle de Gymnase Beau-Site, Le Locle Durata: ? - Spettatori: ? | Le Locle        | 0 - 3 | Val-de-ruz Sport | 14-25, 4-25, 21-25                |
| 3 novembre 2019 Primarschule, Oberdiessbach Durata: ? - Spettatori: ?          | Oberdiessbach   | 1 - 3 | Servette         | 12-25, 27-25, 20-25, 25-20, 10-15 |

### Quarto turno
| 4 novembre 2019 Kantonsschule Wiedikon, Zurigo Durata: ? - Spettatori: ?              | Wiedikon         | 0 - 3 | Wittenbach | 19-25, 14-25, 25-27             |
| 10 novembre 2019 Mehrzweckhalle, Arosa Durata: ? - Spettatori: ?                      | Arosa            | 0 - 3 | San Gallo  | 16-25, 13-25, 18-25             |
| 13 novembre 2019 La Fontenelle, Cernier Durata: ? - Spettatori: ?                     | Val-de-ruz Sport | 3 - 0 | Grenchen   | 27-25, 26-24, 25-22             |
| 13 novembre 2019 Wydenhof, Ebikon Durata: ? - Spettatori: ?                           | Ebikon           | 0 - 3 | Riehen     | 23-25, 18-25, 15-25             |
| 17 novembre 2019 Sporthalle Schlossmatt 2, Münsingen Durata: ? - Spettatori: ?        | Münsingen        | 0 - 3 | Servette   | 21-25, 14-25, 22-25             |
| 17 novembre 2019 Salle de l'Ecole professionnelle, Martigny Durata: ? - Spettatori: ? | Raiffeisen       | 1 - 3 | Uni Berna  | 25-17, 25-27, 12-25, 19-25      |
| 17 novembre 2019 Turnhalle Kreuzbühl, Zurigo Durata: ? - Spettatori: ?                | Voléro Zurigo    | 2 - 3 | Laufen     | 17-25, 25-15, 25-22, 8-25, 7-15 |

### Quinto turno
| 1º dicembre 2019 Turnhalle Hinter Gärten, Riehen Durata: ? - Spettatori: ? | Riehen           | 3 - 0 | Züri Unterland   | 25-11, 25-18, 25-11               |
| 1º dicembre 2019 Alte Kreuzbleiche, San Gallo Durata: ? - Spettatori: ?    | San Gallo        | 2 - 3 | Schönenwerd      | 25-17, 25-23, 18-25, 20-25, 5-15  |
| 1º dicembre 2019 OZ Grünau, Wittenbach Durata: ? - Spettatori: ?           | Wittenbach       | 1 - 3 | Visp             | 24-26, 25-22, 18-25, 20-25        |
| 1º dicembre 2019 99er sports hall, Therwil Durata: ? - Spettatori: ?       | Therwil          | 3 - 0 | Muri Berna       | 25-19, 25-17, 25-21               |
| 1º dicembre 2019 Zinzikon, Winterthur Durata: ? - Spettatori: ?            | Smash Winterthur | 1 - 3 | Münchenbuchsee   | 17-25, 25-22, 23-25, 24-26        |
| 1º dicembre 2019 Doppelturnhalle Ebnet, Andwil Durata: ? - Spettatori: ?   | Andwil-Arnegg    | 2 - 3 | Val-de-ruz Sport | 21-25, 25-21, 25-15, 24-26, 10-15 |
| 1º dicembre 2019 Pestalozzi 1, Aarau Durata: ? - Spettatori: ?             | Aarau            | 1 - 3 | Aadorf           | 18-25, 25-11, 14-25, 19-25        |
| 1º dicembre 2019 Vereinshalle Sarnen, Sarnen Durata: ? - Spettatori: ?     | Volleya Obwalden | 3 - 0 | Glaronia         | 25-22, 25-22, 31-29               |
| 1º dicembre 2019 Novalishalle, Näfels Durata: ? - Spettatori: ?            | Näfels           | 0 - 3 | Köniz            | 20-25, 13-25, 24-26               |
| 1º dicembre 2019 Salles Ecole des Racettes, Onex Durata: ? - Spettatori: ? | Servette         | 3 - 0 | Laufen           | 25-23, 25-13, 25-16               |

### Sesto turno
| 15 dicembre 2019 Turnhalle Brünnen, Berna Durata: ? - Spettatori: ?               | Uni Berna        | 3 - 0 | Servette         | 25-22, 25-15, 26-24               |
| 15 dicembre 2019 BFO Sporthalle Im Sand, Visp Durata: ? - Spettatori: ?           | Visp             | 2 - 3 | Volleya Obwalden | 21-25, 25-23, 15-25, 25-15, 9-15  |
| 15 dicembre 2019 Centre scolaire des Mûriers, Colombier Durata: ? - Spettatori: ? | Val-de-ruz Sport | 1 - 3 | Schönenwerd      | 23-25, 10-25, 25-22, 12-25        |
| 15 dicembre 2019 99er sports hall, Therwil Durata: ? - Spettatori: ?              | Therwil          | 3 - 2 | Köniz            | 25-20, 24-26, 20-25, 25-20, 15-13 |
| 15 dicembre 2019 Sekundarschule, Münchenbuchsee Durata: ? - Spettatori: ?         | Münchenbuchsee   | 2 - 3 | Aadorf           | 25-16, 22-25, 31-29, 24-26, 13-15 |

### Ottavi di finale
| 12 gennaio 2020 Betoncoupe Arena, Schönenwerd Durata: ? - Spettatori: ?       | Schönenwerd      | 1 - 3 | Val-de-Travers      | 20-25, 23-25, 25-18, 14-25        |
| 12 gennaio 2020 Sporthalle Niederholz, Riehen Durata: ? - Spettatori: ?       | Riehen           | 0 - 3 | Genève              | 11-25, 16-25, 20-25               |
| 12 gennaio 2020 Vereinshalle Sarnen, Sarnen Durata: ? - Spettatori: ?         | Volleya Obwalden | 0 - 3 | Düdingen            | 16-25, 8-25, 19-25                |
| 12 gennaio 2020 99er sports hall, Therwil Durata: ? - Spettatori: ?           | Therwil          | 0 - 3 | Sm'Aesch Pfeffingen | 13-25, 20-25, 12-25               |
| 12 gennaio 2020 Salle Derrière-la-Ville 5, Cheseaux Durata: ? - Spettatori: ? | Cheseaux         | 2 - 3 | Franches-Montagnes  | 16-25, 25-23, 20-25, 25-18, 17-19 |
| 12 gennaio 2020 Halle de la Riveraine, Neuchâtel Durata: ? - Spettatori: ?    | Neuchâtel        | 3 - 1 | Kanti               | 25-22, 19-25, 25-16, 25-23        |
| 12 gennaio 2020 ZSSw, Berna Durata: ? - Spettatori: ?                         | Uni Berna        | 0 - 3 | Aadorf              | 14-25, 16-25, 18-25               |

### Quarti di finale
| 2 febbraio 2020 Sporthalle Löhracker, Aadorf Durata: ? - Spettatori: ?     | Aadorf    | 0 - 3 | Sm'Aesch Pfeffingen | 14-25, 17-25, 18-25 |
| 2 febbraio 2020 Sporthalle Leimacker, Düdingen Durata: ? - Spettatori: ?   | Düdingen  | 3 - 0 | Val-de-Travers      | 25-11, 25-11, 25-11 |
| 2 febbraio 2020 Palestra Palamondo, Cadempino Durata: ? - Spettatori: ?    | Lugano    | 3 - 0 | Genève              | 25-14, 25-20, 25-20 |
| 2 febbraio 2020 Halle de la Riveraine, Neuchâtel Durata: ? - Spettatori: ? | Neuchâtel | 3 - 0 | Franches-Montagnes  | 25-17, 25-21, 25-14 |

### Semifinali
| 23 febbraio 2020 Sporthalle Leimacker, Düdingen Durata: ? - Spettatori: ? | Düdingen | 2 - 3 | Sm'Aesch Pfeffingen | 29-27, 25-20, 11-25, 15-25, 14-16 |
| 23 febbraio 2020 La Gerra, Lugano Durata: ? - Spettatori: ?               | Lugano   | 0 - 3 | Neuchâtel           | 21-25, 25-27, 19-25               |

### Finale
| 28 marzo 2020 St.-Leonhard-Halle, Friburgo Durata: - Spettatori: | Sm'Aesch Pfeffingen | - | Neuchâtel | annullata |